# Tramlijn Sint-Oedenrode - 's-Hertogenbosch
De tramlijn Sint-Oedenrode - 's-Hertogenbosch is een voormalige tramlijn van Sint-Oedenrode naar 's-Hertogenbosch. 

## Geschiedenis
Het gedeelte van Sint-Oedenrode tot Sint-Michielsgestel werd geopend op 1 oktober 1898. Op 1 januari 1899 was ook het gedeelte tussen Sint-Michielsgestel en de Jan Heinsstraat in 's-Hertogenbosch voltooid. Ten slotte werd op 8 juni 1902 na de bouw van de brug over de Dommel de aansluiting gemaakt op het tramstation aan de Tramkade in 's-Hertogenbosch. De Tramwegmaatschappij Sint-Oedenrode - 's-Hertogenbosch (OH) exploiteerde de lijn met een stoomtram. De Tramwegmaatschappij Sint-Oedenrode - 's-Hertogenbosch ging in 1906 op in de Tramweg-Maatschappij De Meijerij.
Op 7 oktober 1934 werd de lijn gesloten voor personenvervoer en in 1936 voor goederenvervoer. De tramrails zijn opgebroken.